# Wasiliki Tanu-Christofilu
Wasiliki Tanu-Christofilu (gr. Βασιλική Θάνου-Χριστοφίλου; ur. 1950 w Chalkidzie) – grecka prawniczka, sędzia, premier Grecji od sierpnia do września 2015.

## Życiorys
Studiowała prawo na Uniwersytecie Narodowym im. Kapodistriasa w Atenach. Kształciła się następnie w zakresie prawa europejskiego na Université Panthéon-Assas. Od 1975 związana zawodowo z greckim sądownictwem. W 1992 została prezesem sądu pierwszej instancji, w 1996 sędzią apelacyjną, a w 2005 prezesem sądu apelacyjnego. W 2008 nominowana na sędziego Sądu Kasacyjnego, w 2014 powołana na wiceprezesa tej instytucji. Prowadziła także wykłady w greckiej szkole kształcącej kadry sędziowskie. Była również prezesem stowarzyszenia zrzeszającego greckich sędziów i prokuratorów. Od 2015 do 2017 pełniła również funkcję prezesa Sądu Kasacyjnego.
20 sierpnia 2015, gdy premier Aleksis Tsipras po siedmiu miesiącach urzędowania podał się do dymisji, prezydent Prokopis Pawlopulos rozpisał na 20 września 2015 przedterminowe wybory, a także mianował Wasiliki Tanu na urząd premiera rządu tymczasowego, mającego na celu administrowanie krajem w tym czasie. Siedem dni później oficjalnie została zaprzysiężona tym stanowisku, stając się pierwszą w historii Grecji kobietą pełniącą funkcję premiera. 21 września 2015 zastąpił ją ponownie Aleksis Tsipras.